# Offretite
L'offretite è un minerale.